# Thor amboinensis
Thor amboinensis är en kräftdjursart som först beskrevs av De Man 1888.  Thor amboinensis ingår i släktet Thor och familjen Hippolytidae. Inga underarter finns listade i Catalogue of Life.

## Bildgalleri

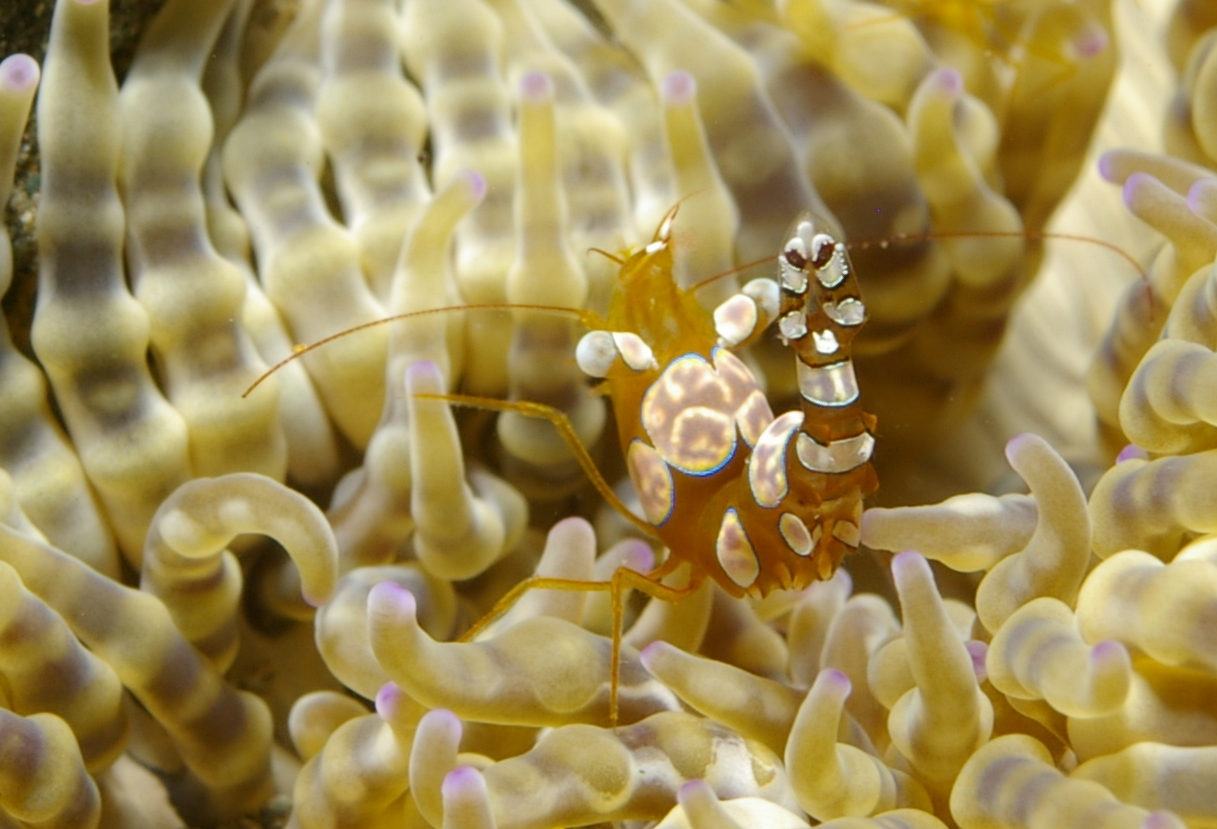